# Hate Yourself with Style
Hate Yourself with Style è il sesto album in studio del gruppo rap metal svedese Clawfinger, pubblicato nel 2005.

## Tracce
1. The Faggot in You – 3:26
2. Hate Yourself with Style – 3:44
3. Dirty Lies – 2:58
4. The Best & The Worst – 3:48
5. Breakout (Embrace the Child Inside You) – 3:41
6. Right to Rape – 4:31
7. What We've Got Is What You're Getting – 2:22
8. Sick of Myself – 3:22
9. Hypocrite – 3:04
10. Without a Case – 3:40
11. God Is Dead – 4:44